# Augusto da Costa
Augusto da Costa (Rio de Janeiro, 1920. október 22. – Rio de Janeiro, 2004. március 1.) brazil labdarúgóhátvéd.

## Pályafutása

### A válogatottban
A brazil válogatottban 20-szor lépett pályára, és 1 gólt szerzett. Ő volt a brazil válogatott csapatkapitánya az 1950-es labdarúgó-világbajnokságon.